# Intellipedia

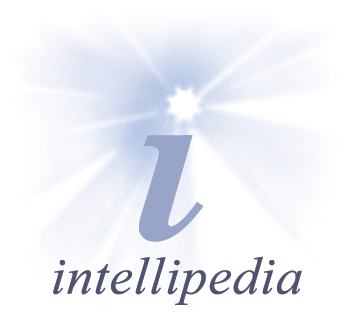
Logo de Intellipedia.

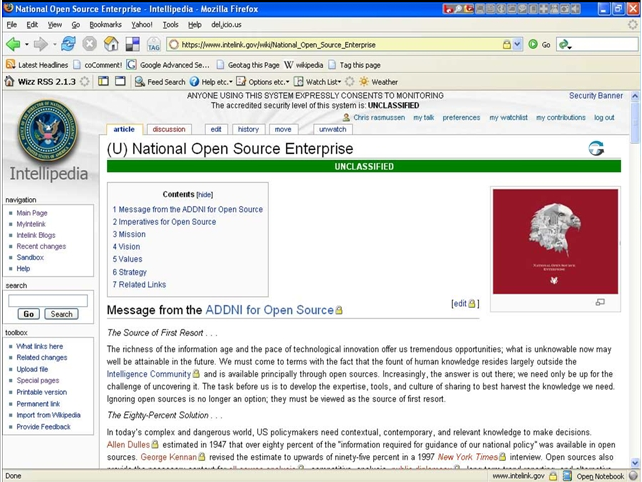
Captura de pantalla del lloc.

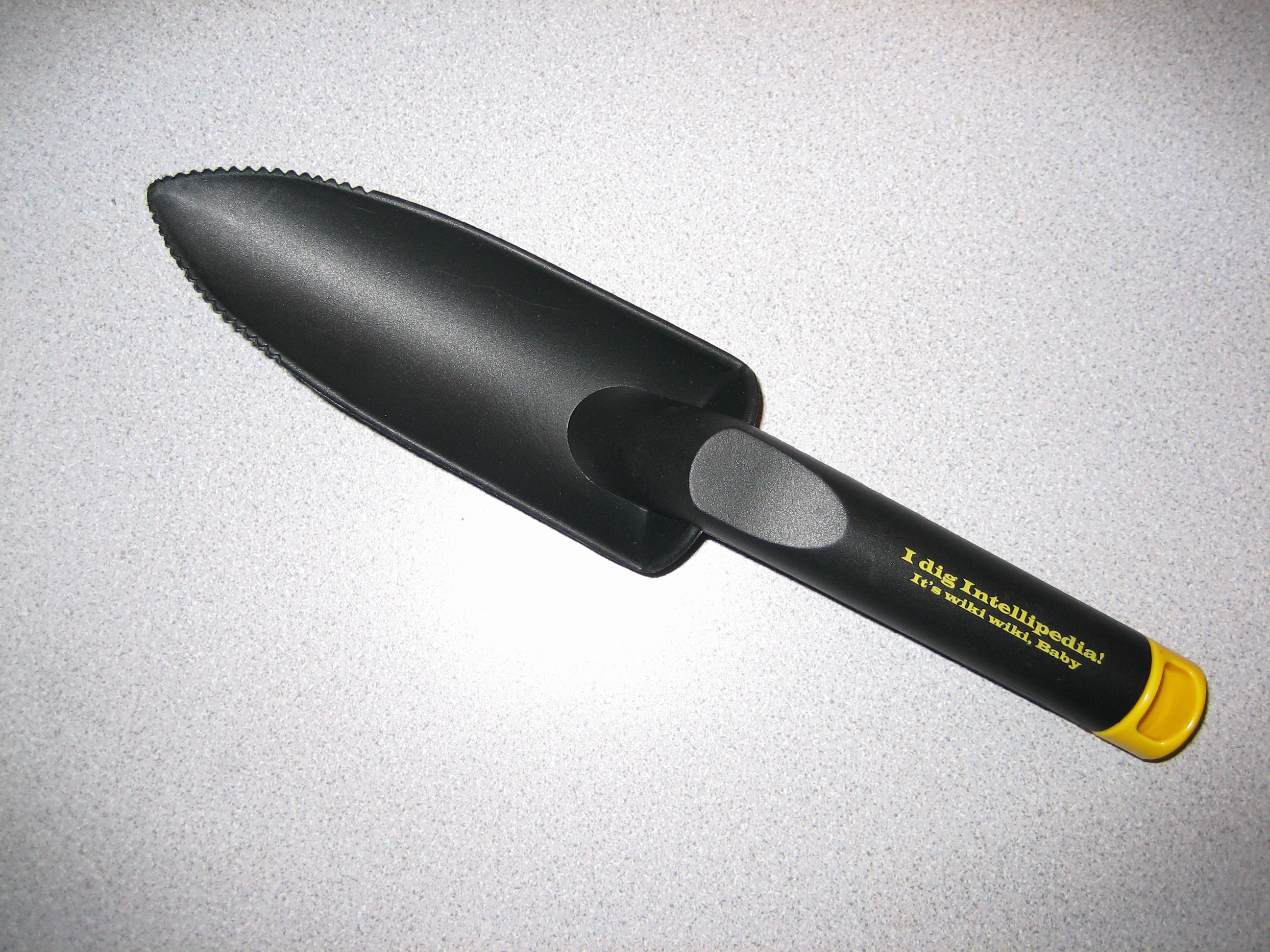
Una pala de intellipedia. Es concedeix als editors exemplars.

Intellipedia és una xarxa de tres wikis internes de les xarxes nord-americanes d'accés restringit JWICS, SIPRNet i Intelink-O, utilitzades per 16 agències d'intel·ligència dels Estats Units. Aquesta xarxa no és d'accés públic.

## Projecte
Intellipedia és un projecte de l'Oficina del Director d'Intel·ligència Nacional. A l'octubre del 2006, Intellipedia comptava amb 28.000 pàgines i 3600 usuaris. Recull informació sobre àrees, persones i temes d'interès per a les comunitats d'intel·ligència nord-americanes. Intellipedia usa MediaWiki, el mateix programari sobre el que corre Wikipedia. A pesar que el seu nom al·ludeixi a una enciclopèdia, s'assembla més a una wiki corporativa que a una enciclopèdia. Intellipedia conté una gran quantitat de material no enciclopèdic que inclou notes de reunions i altres materials d'interès exclusivament intern i administratiu. La wiki proporciona tal flexibilitat que diverses oficines l'estan utilitzant per mantenir i transferir coneixement sobre les operacions i esdeveniments diaris. Qualsevol amb accés a ella té permís per escriure i editar articles.
Intellipedia es va crear com una plataforma per harmonitzar els diferents punts de vista de les agències i analistes de la comunitat. Els punts de vista s'atribueixen a les agències i als individus que participen en ella, amb l'esperança que s'aconsegueixi algun consens. Hi ha diversos projectes en marxa per explorar l'ús de Intellipedia com la principal eina de mesura.

## Suport tècnic
Google va ser contractat pel govern per proporcionar els servidors de suport a Intellipedia. Google també proporciona el programari per buscar dins Intellipedia, que classifica els resultats basant-se etiquetes creades per l'usuari.